# Požarni zid
Požárni zíd ali zaščitni zid (angleško firewall) je verjetno najpogostejši varnostni izdelek s področja omrežne varnosti. Potrebuje ga že skoraj vsaka naprava, povezana v internet. Požarni zidovi so namenjeni ločevanju dveh odsekov omrežij, pogosto enemu odseku zaupamo, drugemu pa ne.
Bistvo požarnega zidu je v zagotavljanju varnosti med dvema omrežjema. Požarni zid glede na določena pravila dovoli ali zavrne tok podatkov preko nje.
Poznamo strojne in programske požarne zidove. Prednost programskih požarnih zidov je običajno v enostavnejši uporabi, predvsem pa je razlika v ceni. Medtem ko za domačo uporabo obstajajo brezplačni požarni zidovi, so strojni običajno precej dražji, prednost strojnega pa je pogosto v hitrosti, saj so normalno strojne rešitve precej hitrejše in tako omogočajo večjo prepustnost.
Med naprednejše funkcije požarnega zidu spadajo:
- preslikava (zasebnih) omrežnih naslovov (angl. oznaka NAT), ki omogoča skupno rabo internetne povezave
- demilitarizirana cona (angl. oznaka DMZ), ki omogoča ločen priklop bolj izpostavljenih naprav
- kontekstno odvisni nadzor dostopa, ki na podlagi protokolov dinamično dovoli dostop do storitev
- nudijo kriptirane tunelske povezave in tako omogočajo navidezna zasebna omrežja (VPN)

Končno se uveljavlja tudi spoznanje, da končna točka povezave v internet ni samo požarni zid, ampak tudi posamezni računalniki, ki so za njim skriti. V večjih podjetjih hitro naraste možnost vdora in kraje informacij, saj je priključkov za dostop do omrežja veliko. Zato obstajajo npr. omejitve omrežnega priključka na strojni naslov omrežne kartice, ki pa vseeno ni dovolj, saj je mogoče strojni naslov omrežne kartice dokaj enostavno ponarediti. Zaradi tega so spisali standard 802.1x, ki omogoča dinamični vklop in izklop omrežnega priključka. Še večjo nevarnost za varnost omrežja predstavlja brezžična dostopna točka, saj je medij prenosa podatkov tu zrak in lahko vsak, ki ima prenosnik »prisluškuje« pogovoru med posameznimi brezžičnimi napravami, kar še posebej oteži zagotavljanje varnosti omrežja.